# Fides

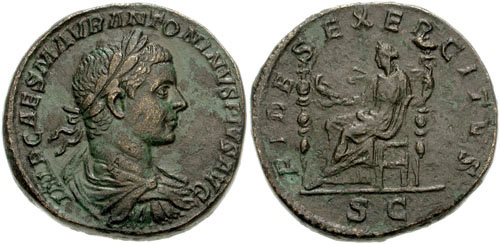
Denari de l'emperador romà Heliogàbal (218-222), que al revers representa la deessa Fides entre dos estendards de l'exèrcit romà i la llegenda FIDES EXERCITVS, 'la lleialtat de l'exèrcit'

Fides era la deessa romana de la fe i de la confiança, una virtut bàsica per prosperar. Al seu temple es duien a terme els pactes amb els representants estrangers. Estava representada com una dona jove coronada d'olivera amb una tortuga o una copa a la mà i els seus sacerdots anaven vestits de blanc. Se la invocava en tots els tractes i transaccions comercials. Sembla que va començar sent la personificació d'un atribut de Júpiter i va tenir entitat pròpia des del segle iii aC.
El seu culte requeria l'actuació dels tres flamines maiores, els quals treien l'estàtua en processó pels carrers de la ciutat, amb un carro arrossegat per dos cavalls, i la tornaven al seu sacellum. Per agafar l'estàtua, els sacerdots s'embolcallaven la mà dreta en un drap de lli blanc per tal de no contaminar-la amb impureses i anaven amb el cap velat en senyal de confiança i submissió. Fides era la deïtat que havia fundat l'ordre diví i amb motiu d'aquesta funció era associat amb Júpiter, el guardià de l'ordre jurídic suprem. Aquesta associació i la forma de culte amb tres sacerdots va servir d'argument a Georg Wissowa per demostrar l'existència d'una tríada arcaica de déus romans.
El seu temple estava al turó Capitoli, construït el 254 aC, a prop del de Júpiter, on el senat romà anava a signar tractats amb estats estrangers. Era venerada amb l'expressió Fides Publica Populi Romani. La tradició del culte a Fides amb els tres flamines maiores fou instituïda pel rei Numa Pompili. L'historiador Agàtocles de Cízic va esmentar l'existència d'un temple anterior situat al turó Palatí.Tenia un altre temple compartit amb Spes, que ess va fer arran d'un vot efectuat per Aule Atili Calatí.
En la religió grega hi havia un déu equivalent anomenat Pistis.